# Antonio Maghella
Antonio Maghella, barone (Varese Ligure, 10 settembre 1766 – Maissana, 9 aprile 1850), è stato un politico italiano.

## Biografia
È figlio di Giovan Battista e Angela Bonicelli. Fu educato prima da un precettore e poi studiò filosofia nel collegio dei padri della Missione. A Genova si dedicò agli studi in legge e iniziò la professione di giureconsulto sotto la direzione dell’avvocato Vincenzo Gabaldoni. Fu per circa un anno a Vienna come segretario del varesino Antonio Ferrari, lì destinato in missione diplomatica. Fu impiegato nella banca dello Spinola e dalla sua signora introdotto e raccomandato presso le autorità francesi.

### Periodo genovese
A Genova, nel 1797, partecipò al movimento rivoluzionario creatosi in seguito alle vittorie napoleoniche che sfociò in moti che poi rovesciarono il governo oligarchico. Si arruolò con altri volontari nobili nel “battaglione dei volontari Castellani”.

Con le elezioni del maggio 1799 nella Repubblica Ligure, diventò presidente di un comizio elettorale e membro del Consiglio dei Giuniori (in rappresentanza di Gromolo e Vara).
Fu poi responsabile della Polizia a Genova sino al 1803.
Diventò amico di Saliceti, ambasciatore di Francia a Genova. Promulgata nel 1802, la nuova costituzione fu incluso nei trenta senatori del Magistrato supremo. Nel 1803 fa parte del Direttorio di cinque membri, detentore del potere esecutivo ed è nominato presidente del ministero di Guerra e Marina in sostituzione di Girolamo Serra.

Il suo alto tenore di vita dette adito a voci di sue speculazioni sul nuovo cantiere della Foce creato nell’area del lazzaretto. Detto cantiere era sorto su pressione della Francia tramite il Saliceti. Fu inviato dalla Francia un sottoingegnere e un commissario di Marina con progetti per la costruzione di vascelli e fregate.
Sempre su forti pressioni francesi il governo di Genova con l’acquiescenza del Maghella, firmò una convenzione che metteva a disposizione della Francia 4.000 marinai. La popolazione rispose con rivolte e bande di renitenti alla macchia. Maghella chiese la creazione di picchetti armati. Il 10 aprile 1804 il senato approvò la legge sulla classificazione della gente di mare che regolava pure il reclutamento.
 
In questo periodo fu scoperta una congiura per uccidere il senatore. Venne arrestato Francesco Maria Piquet, denunciante, e altri suoi complici. Volevano vendicarsi del Maghella che, quando era Deputato di Polizia, li aveva tenuti a lungo in carcere. In totale furono arrestate dieci persone. Nonostante i molti interrogatori, nulla si ricavò di assolutamente sicuro. Più di una volta il Maghella intervenne per il loro rilascio e infine furono tutti liberati.

Nell'ottobre 1804, fu presidente della commissione di Sanità distinguendosi nel combattere l'epidemia di febbre gialla scoppiata a Livorno.

Nel maggio 1805 fece parte della delegazione senatoria, presieduta dal doge Durazzo, che andò a Milano all'incoronazione di Napoleone a re d'Italia e il 25 maggio votò favorevolmente il decreto di annessione della Liguria all'impero francese.

Fu insignito della Legion d’Onore, conferitagli da Napoleone durante la sua visita a Genova (dal 30 giugno al 5 luglio 1805).

Dopo aver rifiutato un incarico consolare in Portogallo, ottenne l’impiego di amministratore della Regia dei Sali e Tabacchi dei Dipartimenti al di qua delle Alpi.

Fu eletto per due volte al Corpo legislativo francese.

All'istituzione dei collegi elettorali nei Dipartimenti Liguri, presiedette quello di Chiavari. Dal gennaio 1807 rappresentò nel Corpo legislativo a Parigi per cinque anni, il Dipartimento degli Appennini, il cui capoluogo era Chiavari.
In questo periodo visse in parte a Genova e in parte a Torino. In questa città conobbe Gioacchino Murat ed ebbe contatti con Giuseppe Bonaparte, re di Napoli. Il Maghella si trasferì a Napoli pur conservando i diritti di cittadino francese e continuando a percepire il sostanzioso trattamento di deputato.

### Primo periodo napoletano
Napoleone, pur avendo acconsentito al trasferimento, diffidò del Maghella giudicando l’atto come grave insubordinazione e, anche in seguito, lo guardò con sospetto per accuse d’illeciti e dissidenza. Il Maghella era accusato di aver aderito al partito murattiano (di tendenza nazionale e antifrancese) opposto a quello della regina Carolina Bonaparte, sorella di Napoleone.

A Napoli dal 28 novembre 1808, durante il regno di Murat, fu prefetto di polizia di Napoli. Nella primavera del 1809 seguì Saliceti a Roma sotto dominio francese e prese, forse, parte ai lavori della Consulta romana. Il 2 luglio 1809 fu insignito della croce di Cavaliere dell’Ordine reale delle Due Sicilie.

Il 23 dicembre 1809 morì improvvisamente il ministro Saliceti, tre giorni dopo una cena con il Maghella. Precedentemente vi erano stati contrasti tra i due causati dalla scoperta della polizia di Maghella di contrabbando di generi coloniali effettuato da seguaci di Saliceti con la vicina Sicilia. Per questo corse voce che fosse stato avvelenato. Il Maghella, avvedutamente, ordinò un’autopsia pubblica cui parteciparono i migliori medici napoletani e francesi presenti a Napoli. L’autopsia riscontrò una colica causata da calcoli biliari alla cistifellea, mettendo così a tacere le voci di avvelenamento.
La cosa però precluse al Maghella la successione al ministero di Polizia che fu riunito ad interim a quello della Guerra sotto il generale Daure.

Il 1º marzo 1810 fu nominato consigliere di Stato.

Il Daure dovette dimettersi il 17 agosto 1811 quando il Maghella fornì a Murat le prove della relazione adulterina tra il ministro e la regina, ottenendo in premio il ministero della Polizia.

Il Maghella diresse l'attività di spionaggio e trame con le società segrete talvolta in funzione anti-britannica, altre in funzione antifrancese. Fu in contatto tramite corrieri da Palermo con la regina Maria Carolina d'Asburgo-Lorena e con la polizia borbonica. Con queste informazioni riuscì a sventare sbarchi degli anglo-siculi, ma poi contrastò il piano di Murat per invadere la Sicilia e sottrarla ai Borboni.

Il Maghella, affiliato alla massoneria, consigliò Murat a favorire la carboneria e la sua diffusione facendola apparire come un valido supporto del trono onde poi servirsene per ottenere l'autonomia dall'impero.
La Carboneria, nata in questo periodo, probabilmente come scisma interno alla massoneria, si diffuse rapidamente in diversi paesi della provincia di Cosenza. La prima vendita carbonara sorse per opera del medico Gabriele De Gotti nel 1811 in Attilia.
Il Maghella, secondo il Colletta, tentò di convincere il re ad assumere la direzione della setta.

Intensificò i contatti con le società politiche segrete quando, nel 1810, grazie alla carboneria cominciarono a circolare idee di nazione e unità. Fece scarcerare i filo borbonici detenuti a Fenestrelle (1811) e questo favorì il brigantaggio attivamente appoggiato dagli Inglesi.

### Richiamo a Parigi
Le manovre del Maghella non sfuggirono all’ambasciatore e alla polizia francese. Napoleone alla fine del febbraio 1812 lo fece richiamare a Parigi, come cittadino francese benché fosse naturalizzato napoletano, accusandolo d’intrighi contro la sicurezza dell’Impero e d’intelligenza con gli Inglesi, intimandogli il rientro entro un mese, pena l’arresto.

L’accusa d’intelligenza con gli Inglesi era veritiera, come dal Maghella stesso riconosciuto in un suo memoriale inviato all’Austria dopo il 1815, in cui dice che, nel 1812, tutto era pronto per entrare in relazione con gli Inglesi in Sicilia.

Murat si rassegnò; Maghella venne accontentato con 200.000 franchi in contanti, terreni con rendita di 25.000 franchi e con l’autorizzazione a poterli vendere, 30.000 franchi di stipendio annuale conservati. Partì da Napoli il 12 marzo 1812, il 23 è a Parigi e il 24 è all’udienza con il Grand-Juge, Ministro della Giustizia, duca di Massa.

A Parigi rimase per venti mesi sottoposto a misure rigorose. Nel dicembre 1813, all’entrata degli eserciti nemici in Francia, rientrò in modo avventuroso e romanzesco a Napoli da Parigi.
Il giorno 8 dicembre 1813 arrivò a Napoli.

### Secondo periodo napoletano
Il 21 gennaio 1814 fu nominato direttore generale di Polizia degli stati romani e il 28 gennaio anche dei dipartimenti meridionali italici.
Come ministro della Polizia e confidente del sovrano si distinse sulla scena politica e nell’orientare l’opinione pubblica verso i temi della costituzione e dell’indipendenza nazionale.

Convinse Murat ad accogliere la carboneria nel regno. La carboneria quindi, essendo protetta dalla polizia, presto crebbe di numero e s’infiltrò negli uffici governativi.
Nel 1814 fu inviato nelle Marche per aizzare il popolo contro il Pontefice. Il governo pontificio reagì scatenando l’ira e gli anatemi della chiesa contro il Maghella. Corse voce fosse stata istituita una taglia sulla sua testa.

Il 15 marzo 1815 fu nominato barone.

Era ancora ministro della Polizia all'epoca del trattato di Casalanza (20 maggio 1815) che sancì la rinuncia al regno da parte di Murat.

Il 26 maggio 1815 Maghella fu ricevuto dal principe Leopoldo di Borbone-Due Sicilie, entrato a Napoli il 22. Il principe lo confermò, in via provvisoria, ministro della Polizia ma il 4 giugno il re Ferdinando I attribuì ad interim la Polizia al ministro delle finanze cavalier Luigi de' Medici.

Lo stesso giorno fu ordinato al Maghella di tenersi pronto a partire. Le autorità austriache gli negarono il passaporto per Genova. Fatto prigioniero dagli Austriaci del generale Albert von Neipperg, il 16 giugno lasciò Napoli e fu condotto e internato nella fortezza di Mantova.

### La detenzione
Il 21 ottobre 1815 fu condotto a Pavia e consegnato al governo sardo che lo internò per oltre un anno nel forte di Fenestrelle.

L’arresto del Maghella a Napoli sembra sia stato causato dal suo apparentemente coinvolgimento nel fallito rientro di Murat in Calabria. È stato riportato che Murat, volendo imitare Napoleone nel ritorno dall’Elba, aveva segnato su una carta un piano per il riacquisto del trono e lo confidò a Maghella. Costui lasciò la carta a un suo subordinato il quale la presentò al marchese Medici come una cospirazione da eseguirsi. La cosa sembra poco degna di fede poiché il Murat lasciò precipitosamente Napoli il 18 maggio 1815 ed è inverosimile che potesse, in tale situazione, pensare a un piano di rientro.

Più verosimilmente si pensa che l’arresto e il successivo internamento sia dovuti ai suoi sospetti legami con la Carboneria.

Nel 1816 il governo borbonico gli confiscò tre masserizie a Monopoli con conseguente lite giudiziaria.

In questi suoi viaggi fu sempre accompagnato da un suo fedele amico, il dottor Marchesi, di Genova.

Durante la sua prigionia a Fenestrelle scrisse più volte suppliche al Re di Sardegna, Vittorio Emanuele I, ai suoi ministri dell'Interno, conte Vidua, e di Polizia, conte Lodi, chiedendo di essere sottoposto a giudizio, la libertà per il suo amico Marchesi e il suo cameriere Guerrini e, eventualmente, di essere trasferito a sue spese in un appartamento a Torino essendo cagionevole di salute.

Dopo parecchie pratiche riuscì  finalmente a lasciare il forte.

### Gli ultimi anni
Fu messo poi sotto stretta sorveglianza della polizia, visse un certo periodo lontano dagli uffici e dalle cariche.

Malgrado la sorveglianza della polizia, un emissario della setta Sacra Fratellanza, certo Malatesta, visitò nel 1822 il Maghella in Borsa ed ebbe colloqui riguardanti la setta Sacra Fratellanza e correlazioni.

Nel diario personale di Carlo Alberto di Savoia nel quale annotava, giorno per giorno, i fatti più salienti leggiamo, in data 3 dicembre 1831, durante gli ultimi giorni della sua visita ufficiale a Genova dopo la sua assunzione al trono:<<Nous avons recruté à Gênes le fameux Maghella qui avait été Ministre de la police sous Murât. Les uns le portent aux nues comme le roi des honnêtes gens; les autres comme un des plus fameux coquins qu’ il y ait. Mais il est, hors de doute, l’homme qui entende le mieux la police en Europe; j’ai des raisons d’être sur de lui: et d'ailleurs je ne compte point de le mettre à la tete de la Police.»

Era questo il periodo in cui il re cercava i collaboratori per il nuovo governo da creare. Al suo ritorno a Torino però annotava:<< Le nom de Maghella a répandu un effroi envoyable dans tut le pays. Ses ennemis ayant dit des choses terribile sur lui>> e concludeva:<< Je lui avait fait dire de ne plus venir a Turin; et je me servirai pour la police exterieure de ses vertus et de son talent.>>

Così sfumò la possibilità della possibile collaborazione del Maghella con il governo sardo.

Lo si accusava principalmente di aver avvelenato il Saliceti, anche se accusa dimostrata non vera, di aver sempre tradito tutti i governi, di inventare cospirazioni per farsene poi merito.

Solo dopo i movimenti rivoluzionari del 1831, fece parte di una commissione incaricata di istruire i processi contro i partecipanti ai detti moti, cosa che ha provocato proteste assai vivaci dall’Austria.

Il 21 aprile 1832, su segnalazione del segretario di Stato all'Interno, fu creato da Carlo Alberto di Savoia barone di Borsa.

Risiedette a Torino, fu sempre sorvegliato per le sue opinioni politiche antiaustriache e per l’associazionismo settario come attestò, il 9 ottobre 1832, l’informatore di polizia a Milano marchese Raimondo Doria, carbonaro col nome di Stefano Degregori.

In seguito il governo sardo lo confinò nel paese natio nella sua tenuta di Borsa, sita a Cembrano, frazione del comune di Maissana.

Marito della contessa Paola Chiappe, dal 12 giugno 1834 fino alla fine del 1835 fu sindaco di Varese Ligure e si distinse nel combattere con energia il colera.

In questo periodo, uscì un memoriale contro di lui in cui un anonimo ripeteva la vecchia accusa di avvelenamento del Saliceti e una serie di meschini pettegolezzi. Il memoriale è andato perduto ma le relazioni dell’inchiesta del governatore di Genova, marchese Filippo Paulucci, confermano come calunnie le accuse.

Nel 1836 dovette uscire dal silenzio per dolersi e difendersi dai poco benevoli giudizi espressi nei riguardi della sua passata attività politica.

Egli scrisse al Ministro dell'Interno dei Savoia annunciando l'invio di un suo manoscritto già pronto per confutare con fatti noti le accuse fattegli.

Detto manoscritto rimane tuttora inedito.

Maghella morì il 9 aprile 1850 nella sua tenuta di Borsa, nel comune di Maissana.

Parte delle sue sostanze furono lasciate per legato al fratello Vincenzo per la creazione in Varese Ligure di un asilo infantile e per l'istituzione dell'Opera Pia Maghella.

Dal popolo era ricordato con il nome di viceré di Napoli.

### Giudizi
L’Ambasciatore cisalpino a Genova, Giulio Cesare Tassoni, l’aveva definito in un dispaccio del 19 novembre 1800, <<noto per i suoi delitti, mestatore, austriacante, fautore della controrivoluzione>>.

Il Ministro Fouché diceva al cavalier Luigi De’Medici: “Quando io e Saliceti volevamo commettere un gran misfatto, chiamavamo il Maghella”. Medici, invece, aggiungeva ” che aveva trovato di costui tutt’altra opinione, allorché era giunto in Napoli: poiché veramente Maghella si era mostrato avverso al sangue, alle violenze, alle rapine, e rispetto ai suoi impiegati severo nel giudizio ma generoso e benefico”.

Una grave accusa gli muoveva addirittura Tito Manzi, compagno del Maghella nel 1813 nell’organizzazione del Governo provvisorio a Roma per conto del Murat:
«Maghella è ancora a Finistrelle. Guai a lui se non avesse rubato: che sarebbe ora con 18 mesi di carcere? Per questo è sempre bene il portar via e conservare. Quest'uomo sembra vittima di una persecuzione genovese, che vendica forse te, me e Saliceti »

Già abbiamo riferito delle accuse fattegli da Carlo Alberto di Savoia che però, creandolo barone, dimostrò di non credere alle più gravi.

Nelle citazioni delle pubblicazioni storiche il suo nome è spesso accompagnato dagli aggettivi “tenebroso”, “enigmatico”, è chiamato anche con l’appellativo di “diavolo”, probabilmente a causa della sua posizione di Ministro di Polizia e dell’influenza attribuitagli su i rapporti tra Murat e la carboneria.

All'inizio della sua carriera politica nella Repubblica Ligure democratica diede prova di moderazione e buon senso. Quando fu nominato ministro di polizia compie una buona opera per la sicurezza e l’ordine dello Stato. Diresse successivamente il Ministero della Guerra e Sanità pubblica acquistando cospicue benemerenze.

Come ministro di Polizia dimostrò sempre un ottimo fiuto investigativo riuscendo spesso
a scoprire le tresche e le trame nascoste.

La sua azione appare sempre con un senso di oscuro e di sotterraneo e si estende certo nel sottosuolo cospiratorio, ma appare uno degli Italiani delusi dalle promesse e dalle speranze suscitate dai Francesi che, per reazione, sentirono più vivo il bisogno di indipendenza e che pensò di raggiungere la meta con l’azione misteriosa delle congiure e degli intrighi polizieschi, secondo il suo carattere e i suoi precedenti.